# سداسي ميثيل البنزين
سداسي ميثيل البنزين هو مركب عضوي هيدروكربوني عطري صيغته الكيميائية C12H18، ويوجد في الشروط القياسية على شكل صلب بلوري أبيض اللون.

## التحضير
يحضر المركب من تفاعل الفينول في الميثانول فوق حفاز نشط من أكسيد الألومنيوم (الألومينا) عند درجات حرارة تصل إلى 530 °س.

## الخواص
يوجد المركب في الشروط القياسية على شكل بلورات بيضاء اللون، وهي غير قابلة للانحلال في الماء. تستطيع المؤكسدات القوية أن تؤكسد سداسي ميثيل البنزين إلى حمض الميليتيك.
استطاعت كاثلين لونسدال سنة 1929 أن تدرس البنية البلورية لهذا المركب بواسطة الأشعة السينية.

## الاستخدامات
يستخدم المركب بشكل واسع ربيطةً في مجال الكيمياء العضوية الفلزية، حيث يشكل معقدات تناسقية مع عدد من الفلزات الانتقالية مثل الكوبالت، والكروم، والحديد، والرينيوم، والروثينيوم، والنيتانيوم.
يستخدم المركب أيضاً في مجال مطيافية الرنين المغناطيسي النووي العاملة بنظير الهيليوم-3.